# Izgubljena cesta (1997.)
Izgubljena cesta (eng. Lost Highway) je američki psihološki triler s elementima neo-noira iz 1997. godine. Režirao ga je David Lynch koji je skupa s Barryjem Giffordom napisao i scenarij. Gifford je autor romana prema kojem je snimljen raniji Lynchov film Divlji u srcu. U filmu Izgubljena cesta glavne uloge su ostvarili Bill Pullman, Patricia Arquette, Balthazar Getty i Robert Loggia. Bio je to posljednji film u kojem su glumili Richard Pryor i Jack Nance te jedan od posljednjih u kojem je nastupio Robert Blake.
Lynch je osmislio film Izgubljena cesta nakon kritičarskog i komercijalnog neuspjeha njegovog ranijeg uratka Twin Peaks: Vatro hodaj sa mnom iz 1992. godine, a koji je bio cjelovečernja adaptacija kultne uspješne televizijske serije Twin Peaks na kojoj je Lynch sudjelovao kao kreator i producent. U tradiciji Lynchovih filmova, Izgubljena cesta većinom ima kriptičnu naraciju. Lynch je odbio ponuditi objašnjenje svojih namjera naracijom; međutim, u nekoliko intervjua izjavio je da se sam film odvija "unutar istog svijeta" kao i Twin Peaks. Unatoč pomiješanim kritikama koje je dobio nakon puštanja u kina, danas se film smatra kultnim klasikom.
Radnja filma vrti se oko saksofonista koji je ubio svoju nevjernu suprugu. Čekajući smrtnu kaznu u zatvoru, on bježi u vlastita bizarna i nadrealna sjećanja, otkrivajući pogoršanje svog mentalnog stanja.
Film je također adaptiran kao opera.

## Radnja
Fred Madison (Bill Pullman) bogati je saksofonist iz Los Angelesa koji nakon duge noći provedene na poslu kroz interfon svoje vlastite kuće dobiva poruku od nepoznatog muškarca koja glasi "Dick Laurent je mrtav." Kada pogleda kroz prozor, čuje policijske sirene u pozadini, ali na ulici ne vidi nikoga.
Te iste noći Fred svira saksofon u noćnom klubu gdje mu se njegova prekrasna, misteriozna supruga Renee (Patricia Arquette) ne pridružuje. Fred je zove kući tijekom pauze, ali ona se ne javlja na telefon. Došavši kući, Fred vidi Renee kako spava u krevetu pa je pita gdje je bila; ona mu odgovara da te večeri nigdje nije izlazila. Fred započne sumnjati da ga supruga vara. Jedne noći, nakon što završe s vođenjem ljubavi, Fred vidi Reneeino lice kao lice nekog blijedog ostarjelog čovjeka. Sljedećeg jutra dostavljen im je misteriozni paket u kojem se nalazi videovrpca njihovog doma. Kako dani prolaze, dostavom im stiže sve više vrpca koje prikazuju unutrašnjost njihove kuće pa čak i kadrove njih dvoje kako spavaju. Fred i Renee zovu policiju, ali dvojica detektiva Al i Ed (John Roselius i Louis Eppolito) kažu da ništa ne mogu učiniti.
Iste večeri Fred i Renee odlaze na zabavu čiji je domaćin Andy (Michael Massee), menadžer sastava i prijatelj od Renee. Na toj zabavi Fred upoznaje lika imena Mystery Man (Robert Blake) koji liči na lice koje je Fred vidio u krevetu s Renee nekoliko noći prije i koji Fredu govori da se upravo u trenutku dok njih dvojica razgovaraju on nalazi u njegovoj kući. Fred nazove vlastitu kuću gdje se javlja glas Mystery Mana. Fred ubrzo upita Andyja tko je Mystery Man, a ovaj mu odgovara da je to jedan od prijatelja Dicka Laurenta, milijunaša. Sljedećeg jutra stiže još jedna vrpca koju Fred ovaj put gleda sam. Na vlastito zaprepaštenje vrpca sadržava snimku njega kako ubija Renee. Nakon toga Fred biva uhićen za njezino ubojstvo. Optužen na smrtnu kaznu za taj zločin, Fred se sada nalazi u zatvoru. Nedugo nakon dolaska Freda započnu mučiti snažne glavobolje koje se izmjenjuju s vizijama Mystery Mana, goreće kolibe u pustinji i čudnog čovjeka koji se vozi mračnom autocestom.
Jednog jutra, tijekom rutinske provjere ćelija, čuvari ostanu šokirani nakon što u ćeliji u kojoj bi se trebao nalaziti Fred vide drugog muškarca za kojeg se utvrđuje da je Pete Dayton (Balthazar Getty), mladi automehaničar. Pete je pušten iz zatvora i vraća se svojim roditeljima Billu i Candace (Gary Busey i Lucy Butler) koji žive u Van Nuys; u isto vrijeme Petea prate dvojica detektiva Hank i Lou (Carl Sundstrom i John Soiari) kako bi otkrili na koji način i zašto je Pete završio u Fredovoj ćeliji. Te večeri Pete odlazi van sa svojim prijateljima i djevojkom Sheilom (Natasha Gregson Wagner). Sljedećeg dana Pete se vraća na posao u garažu gdje ga srdačno dočekuju vlasnik Arnie (Richard Pryor) i veteranski mehaničar Phil (Jack Nance). Ubrzo dolazi šarmantni, ali izrazito temperamentni gangster Gospodin Eddy (Robert Loggia) koji poziva Petea da popravi njegov Mercedes 6.9. Njih dvojica odlaze u vožnju gdje Pete svjedoči napadu bjesnila Gospodina Eddyja nakon što vozač skoro skrivi prometnu nesreću. Pete te večeri ponovno izlazi van sa Sheilom koja ga ispituje u vezi njegovog potištenog ponašanja; kratko se svađaju, ali onda opet završe u krevetu.
Sljedećeg dana Gospodin Eddy vraća se u automehaničarsku radnju sa svojom prekrasnom ljubavnicom Alice Wakefield (Arquette) u svom Cadillacu kojeg Pete treba popraviti. Na kraju Peteove smjene Alice ga poziva na večeru. Uskoro se Pete i Alice nađu u tajnoj vezi, susretajući se u motelima svake večeri. Alice započne sumnjati da Gospodin Eddy zna za njih dvoje te natjerava Petea da se složi s njezinim planom pljačke njezinog prijatelja Andyja kako bi mogli pobjeći iz grada. Nakon susreta sa svojim zabrinutim roditeljima i prijeteće posjete G. Eddyja i njegovih suradnika na poslu, Pete dolazi u Andyjevu kuću kroz vrata koje je Alice ostavila otključanima i, dok traži novac po kući, naiđe na projektor koji upravo u tom trenutku prikazuje pornografski film u kojem glumi Alice. Pete se potuče s Andyjem i slučajno ga ubija pa on i Alice bježe s novcem. Nakon što dođu u kabinu u pustinji, Alice otkriva Peteu da je G. Eddy zapravo pornografski producent imena Dick Laurent koji ju je prisilio da snima vrpce. Alice nakon toga zavede Petea i kaže: "Nikad me nećeš imati."
Iznenada se Pete pretvara natrag u Freda Madisona koji traži kabinu u pustinji i ponovno susreće Mystery Mana s video kamerom koji mu govori da je Alice u stvari Renee i da ona laže ako je u bilo kojem trenutku rekla da se zove Alice. Fred se odluči odvesti do hotela "Lost Highway" gdje G. Eddy i Renee spavaju zajedno te pričeka da Renee izađe odatle. Nakon što ona ode, Fred provaljuje u sobu G. Eddyja, hvata ga te ga njegovim Mercedesom odvodi u pustinju gdje ga premlaćuje. Iznenada se pojvljuje Mystery Man s nosivim televizorom i pokazuje G. Eddyju da Fred zna da su on i Renee imali aferu. Nakon toga Mystery Man ubija G. Eddyja i nešto šapne Fredu. Ubrzo Mystery Man nestaje, a Fred odlazi s Mercedesom G. Eddyja. Dolazi kući, zvoni na interfon i kaže "Dick Laurent je mrtav" - poruku koju je i sam primio ranije. Dvojica detektiva, Al i Ed, dolaze tražeći Peta Daytona i ugledaju Freda ispred vrata svoje stare kuće. Fred bježi natrag u auto i odlazi, a detektivi ga počnu naganjati. Kako se vani mrači, Fred ubrzava izgubljenom autocestom dok mu je policija za petama, a on ulazi u mračni vrtlog.

## Glumačka postava
- Bill Pullman kao Fred Madison
- Patricia Arquette kao Renee Madison/Alice Wakefield
- Balthazar Getty kao Pete Dayton
- Robert Loggia kao gospodin Eddy
- Robert Blake kao The Mystery Man
- Gary Busey i Lucy Butler kao Bill i Candace Dayton, Peteovi roditelji
- Michael Massee kao Andy
- Richard Pryor kao Arnie
- Natasha Gregson Wagner kao Sheila
- John Roselius kao Al
- Louis Eppolito kao Ed
- Jack Nance kao Phil
- Scott Coffey kao Teddy
- Giovanni Ribisi kao Steve "V"
- Henry Rollins kao Guard Henry
- Mink Stole kao nadzornica (samo glas)
- Marilyn Manson i Twiggy Ramirez kao porno zvijezde

Blake, koji u filmu glumi mistični lik The Mystery Man bio je osobno odgovoran za njegov izgled i stil. Jednog dana odlučio se ošišati na kratko i staviti bijelu šminku na lice. Nakon toga obukao je crno odijelo i otišao do Lyncha kojem se svidjelo što je ovaj napravio. Tijekom 80-tih godina prošlog stoljeća Robert Loggia je iskazao interes za ulogu Franka Bootha u Lynchovom Plavom baršunu iz 1986. godine. Pojavio se na audiciji, nesvjestan da je Dennis Hopper već odabran za ulogu te čekao puna tri sata, iz minute u minutu postajući sve bjesniji. Nakon što se napokon vidio s Lynchom i saznao da je Hopper već dobio ulogu, Loggia je počeo psovati sve po spisku što je Lynch zapamtio i taj dio stavio u scenarij kad G. Eddy poludi u sceni na cesti. Godinama kasnije, Lynch je nazvao Loggiu i zatražio da upravo on glumi lik G. Eddyja.

## Produkcija

### Razvoj projekta
Lynch je naišao na izraz "izgubljena autocesta" u djelu Night People autora Barryja Gifforda i spomenuo piscu koliko mu se isti sviđa za naslov filma. Nakon toga predložio je da obojica napišu scenarij na što je Gifford pristao i obojica su započela raditi na istome. Međutim, imali su različite ideje o tome o čemu će biti radnja filma te su na kraju odbacili sve na čemu su radili. Posljednje noći snimanja filma Twin Peaks: Vatro hodaj sa mnom, Lynch se vozio kući i smislio prvu trećinu filma, sve do trenutka kada "šaka udara Freda u policijskoj stanici - i on se odjednom nađe na drugom mjestu, ne znajući kako je tamo dospio i što se uopće događa". Ispričao je to Giffordu i započeli su pisati scenarij. Obojica su još u ranoj fazi shvatila da će se u jednom trenutku morati dogoditi transformacija i razviti druga priča koja će imati par dodirnih točaka s prvom, ali koja će se uvelike razlikovati od nje. Dok su pisali scenarij, Lynch je osmislio ideju o muškarcu i ženi na zabavi koji upoznaju drugog, mlađeg muškarca za kojeg se smatra "da ne pripada tamo, ne poznaje nikoga, a dolazi s mlađom djevojkom koja poznaje mnogo ljudi. Djevojka ga zapravo privlači u čudne stvari, ali on toga nije svjestan. I on započne pričati s tim mladim dečkom koji mu govori čudne stvari, slične onima koje The Mystery Man govori Fredu Madisonu". Lynch se prisjeća da je taj lik "došao iz osjećaja o čovjeku koji, bilo to stvarno ili ne, ostavlja dojam da je natprirodan". Gifford opisuje lik The Mystery Mana kao "produkt Fredove mašte" te upućuje na to da je on "prva vidljiva manifestacija Fredovog ludila".
Prema Lynchu, uvodna scena filma u kojoj Fred Madison čuje riječi "Dick Laurent je mrtav" kroz portafon se zbilja dogodila u njegovoj kući. Tijekom snimanja, publicistkinja Deborah Wuliger došla je na ideju psihogene fuge koje su Lynch i Gifford naknadno ubacili u film. Lynch se prisjeća: "Osoba koja pati od toga u svom umu kreira potpuno novi identitet, nove prijatelje, novi dom, novo sve - u potpunosti zaborave na svoje prethodno 'ja'".

### Snimanje filma
Film Izgubljena cesta snimljen je u 84 dana - u razdoblju od 29. studenog 1995. do 22. veljače 1996., a financiran je uz poveliki budžet od 15 milijuna dolara od strane francuske produkcijske kompanije StudioCanal. Većina filma snimljena ja na lokacijama u Kalifoniji, Los Angelesu, dok su scene u pustinji snimljene u Nevadi. Velika kuća u kojoj živte Fred i Renee u stvarnosti se nalazi u Lynchovom posjedu koju je sam dizajnirao skupa s većinom namještaja kojeg vidimo u filmu. Scene interijera u hotelu "Izgubljena cesta" snimljene su u hotelu "Amargosa" u Death Valley za kojeg se smatra da je uklet.
Prva verzija filma trajala je nešto malo više od dva i pol sata. Nakon prve projekcije održane za pedesetak ljudi, Lynch je skratio film za 25 minuta, uključujući i scenu obdukcije Renne/Alice.

## Interpretacije i aluzije
Priča filma slična je priči An Occurrence at Owl Creek Bridge autorice Ambroke Bierce u kojoj zatvorenik koji ide na vješanje zamišlja bijeg i povratak kući.
Filozof Slavoj Žižek tumači film kao strukturu podijeljenu na dva dijela koja istražuje "opozicije dva horora: fantazmagoričnog horora noir svijeta iz noćne more prepunog perverznog seksa, izdaje i ubojstva i (što je možda još više uznemirujuće) očaj našeg sivila, otuđenog svakodnevnog života prepunog impotencije i nepovjerenja".

## Glazba iz filma
Godinama je Trent Reznor pokušavao kontaktirati redatelja Lyncha da vidi da li bi ovaj bio zainteresiran režirati spot njegovog sastava Nine Inch Nails, ali bez uspjeha. Nakon rada na glazbi za film Rođeni ubojice, Reznor je primio poziv s upitom da li je zainteresiran raditi glazbu za Izgubljenu autocestu. Reznor je telefonski razgovarao s Lynchom u kojem ga je redatelj pitao da li je zainteresiran za stvaranje originalne glazbe za film. Reznor je pristao pa se Lynch uputio prema New Orleansu gdje je glazbenik živio i gdje su obojica skladali glazbu koja je pratila scene dok Fred i Renee gledaju misteriozne video snimke, potpuno novu pjesmu naziva "The Perfect Drug" i "Driver Down" koja se nalazi na kraju filma. Reznor je također producirao i ukomponirao kompletan soundtrack filma.
Lynch je za potrebe filma izabrao dvije pjesme skupine Rammstein: "Heirate Mich" i "Rammstein". Za potonju je sastav snimio spot u maniri filma, odnosno većina spota sastoji se od filmskih isječaka iz Izgubljene autoceste.

## Kritike
Film Izgubljena cesta premijerno je prikazan 27. veljače 1997. godine u SAD-u u limitiranoj kino distribuciji. Film je dobio pomiješane kritike, a mnogi su kritizirali film zbog radnje koju je izuzetno teško pratiti. Kritičari Gene Siskel i Roger Ebert da li su filmu "dva palca dolje" - premda je Lynch kasnije to pokušao pretvoriti u svoju prednost istaknuvši kako su upravo to "dva dobra razloga za gledanje Izgubljene autoceste". Upravo ova kritika - "dva palca dolje" - koristila se u novinarskim oglasima za film. Ipak, film je dobio i pozitivne kritike. The Dallas Observer je tvrdio da je film bolji i od filma Divlji u srcu i od filma Twin Peaks: Vatro hodaj sa mnom: "Kao njegov najpotpuniji nadrealni film nakon Eraserheada, ova dvosatna sanjiva groznica je ispunjenija nego Vatro hodaj sa mnom i manje očajnija i humorističnija od Divljih u srcu". Na popularnoj internet stranici Metacritic film ima ocjenu 52 od sveukupno 100.
Na popularnoj internet stranici Rotten Tomatoes film ima 59% negativnih kritika.
U svom eseju David Lynch Keeps His Head David Foster Wallace piše o pogledu iza kamere, o produkciji filma i diskusiji u vezi kritika na Lynchov rad.(http://www.lynchnet.com/lh/lhpremiere.html)
Film je vrlo dobro prihvaćen na internet stranici Rate Your Music o glazbi i filmu gdje se nalazi na otprilike 349. mjestu najbolje ocijenjenih filmova.

## Utjecaj
Radnja filma koja se vrti oko anonimnih video snimki nadzorne kamere koje dolaze putem pošte iskorišteno je i u filmu Caché.

## DVD distribucija
Film je u SAD-u objavljen kao DVD izdanje 25. ožujka 2008. godine. U Hrvatskoj film još uvijek nije izdan na DVD ili Blu-ray izdanju.

## Vanjske pozvenice
- Izgubljena cesta u internetskoj bazi filmova IMDb-a
- Izgubljena cesta na Box Office Mojo
- Izgubljena cesta na Rotten Tomatoes